# Francis Mason

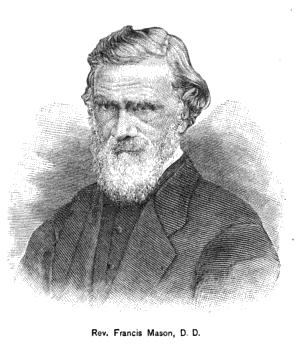
Francis Mason

Francis Mason (* 2. April 1799 in Walmgate in York, England; † 3. März 1874 in Rangoon, Burma) war ein amerikanischer Missionar und Naturalist. Er gilt als Urheber der Theorie der austroasiatischen Sprachfamilie.

## Leben und Wirken

### Jugend
Francis Mason war der Sohn von Thomas Mason, der als Schuhmacher arbeitete und zudem nebenbei baptistischer Laienprediger in York war. Sein Großvater († 1801), der ebenfalls Francis Mason hieß, war von Beruf Schuhmacher und gilt als Gründer der Baptist Society in York. Laut eigenen Aussagen erinnerte sich Mason an Treffen dieser Gesellschaft in einer kleinen Kirche auf dem Peasholme Green, dem Platz des armen Mannes, in einer dunklen Ecke der Stadt. Die dortige Kanzel wurde von zwei oder drei verschiedenen Mitgliedern der Kirche gestiftet, zu denen auch sein Vater gehörte.
In der Schule wurde er in Lesen, Schreiben und Arithmetik unterrichtet. Ursprünglich wollte er Drucker werden. Die Drucker forderten zu dieser Zeit alle einen Bonus von 10 Pfund für die Aufnahme eines Lehrlings, was sich Masons Eltern nicht leisten konnten. Erst mit 60 Jahren erfüllte sich Masons Wunsch, Drucker zu werden. In Indien als Angestellter der East India Company druckte er in den Sprachen Englisch, Burmesisch, Karen, Old Pali und Sanskrit.
1813 zog Mason mit seinem Vater nach Hull und begann sich für Mathematik und Trigonometrie zu interessieren. In einer Abendschule lernte er während drei Jahren Geometrie, Trigonometrie und Algebra mit ihren Anwendungen in Navigation, Astronomie, Optik und Mechanik. Mit 19 Jahren verließ Mason York und ging 1818 ins Ausland.

### Amerika
1818 erreichte er Philadelphia. Er lebte einige Zeit in Cincinnati, bevor es ihn als Schuhmacher erst nach Ohio, von dort aus nach Vevay, weiter nach Louisville und daraufhin nach Lexington zog. 1821 ging er nach St. Louis. Insgesamt verbrachte Mason 6 Jahre in den westlichen Staaten. 1824 verließ Mason St. Louis und von New Orleans aus, wo er nur einige Tage verbrachte, übersiedelte er nach Boston. 1825 begegnete er erstmals dem Prediger Mr. Putnam in Randolph.
Im Dezember 1825 heiratete Mason Lucinda Gill, Tochter des Deacon Gill.
Bis zu diesem Zeitpunkt war Mason, glaubt man seiner Autobiographie, nicht religiös. Mit dem Calvinismus konnte er ebenso wenig anfangen wie mit der römisch-katholischen Kirche. Mason beschrieb in seinem Werk durchweg, wie wenig die verschiedenen Priester und Prediger es anfangs vermochten, ihn für die Religion und deren Lehren zu begeistern. Erst die Bekanntschaft mit George Evans brachte ihm Gott näher.
Daraufhin begann Mason, sich mit den Lehren des neuen Testaments auseinanderzusetzen. Er entschied sich schließlich für den baptistischen Glauben, da dieser für ihn am meisten mit den Lehren Jesu Christi und dem neuen Testament übereinstimmte. Um das Wort Jesu Christi in jener Sprache zu lesen, die die „sacred writers“ benutzten, lernte Mason Griechisch; unter anderem begann er in Canton zwei Mal in der Woche bei Reverent Huntoon Unterricht in klassischem Griechisch zu nehmen.
Die Kirche in Canton beschloss, dass Mason ein Diener Gottes werden solle. Eine Lizenz erhielt er am 1. Oktober 1827. Im November des gleichen Jahres ging Mason nach Newton, wo er am Theologischen Institut seine Studien zur griechischen Schrift und der hebräischen Bibel bis 1830 weiter betrieb. Seine Frau Lucinda Gill starb 1828. Am 23. Mai 1830 heiratete Mason seine zweite Frau, Helen Maria Griggs aus Brookline (Massachusetts).

### Dienst in Burma
Nach dem Tod seiner ersten Frau meldete sich Mason für den Missionsdienst. 1829 wurde er vom Baptistenrat nach Burma berufen. Daraufhin begab sich Mason 1830 nach Tavoy, das heute Dawei genannt wird, um seinen Vorgänger George Dana zu ersetzen. 120 Tage verbrachte Mason mit seiner zweiten Frau auf dem Schiff. Auf seiner Reise nach Tavoy, das Mason schließlich im Januar 1831 erreichte, hielten sie auch in Calcutta und Maulmain.
22 Jahre lang arbeitete er in Burma als Übersetzer, Missionsleiter und Seminarlehrer. Im März 1833 gründete Mason in einer kleinen Kapelle in Tavoy die erste Missionsgesellschaft östlich des Ganges. 1842 etablierte Mason in Tavoy die erste lokale Zeitung, die in der Sprache Karen geschrieben wurde. Im Jahr 1846 starb seine zweite Frau. Daraufhin heiratete Mason seine dritte Frau, die Witwe Ellen Huntly Ballard. Diese verbreitete Lehren, die die American Baptist Missionary Union dazu zwang, ihre Unterstützung von 1865 bis 1871 zurückzuziehen. Mason distanzierte sich von den Erklärungen seiner Frau und baute die Einheit der Kirchen in der Region wieder auf, was zur Wiederherstellung seines Rufs führte.

## Wirkung
Francis Mason lernte mit Leichtigkeit neue Sprachen. Während seiner Missionarszeit in Burma, wo er als Prediger und Theologielehrer arbeitete, brachte er sich Sgau Karen und Pwo Karen bei. Für beide Dialekte schrieb er Grammatiken, um künftigen Missionaren das Sprachstudium zu erleichtern. 1837 veröffentlichte er das Matthias-Evangelium in Karen. Er leistete mit seinen Schriften und seiner Autobiographie einen wichtigen Beitrag zur Erforschung der austroasiatischen Sprachfamilie, die heute in die drei Unterfamilien Munda-, nikobaresische und Mon-Khmer-Sprache unterteilt ist. Er entdeckte 1854 (und 1860), dass Mon (oder Talaing) genetisch demselben Sprachstamm angehörte, dem auch Munda-Sprachen wie Ho und Kol angehörten und dass Mon sich von Sprachen genetisch unterschied, die seinerzeit als Indochinesisch bekannt waren. Somit gilt Francis Mason als Urheber der austroasiatischen Sprachtheorie. Diese wurde später durch Untersuchungen, unter anderem von Ernst Kuhn (1889) bestätigt, dessen lexikalische Vergleiche beweisen, dass Mon ebenso wie Khmer, Suk, Bahnar, Khmu, Vietnamesisch, Palaung, Nikobaresisch, Khasi und Stieng eine eigene Familie bilden.
Während seiner Amtszeit hat Mason zusammen mit Sau Quala, einem Karen-Sprecher, in Toungoo mehr als 6.000 Menschen konvertiert und 126 Kirchen gegründet. Er übersetzte die biblischen Schriften ins Bghai Karen und ins Sgau Karen, veröffentlichte Studien über die Flora und Fauna in Burma und erstellte Sprachhilfen in Burmesisch, Pali und Sanskrit. Zudem wurde er zum Mitglied der Royal Asiatic Society ernannt. Während der 1870er Jahre sammelte Mason auf Reisen Daten für seine zweite Ausgabe der burmesischen Geschichte und Geographie des Landes und schrieb seine Memoiren The Story of a Working Man’s Life, with Sketches of Travel in Europe, Asia, Africa and America (New York, 1870).

## Werke (Auswahl)
- The Karen Apostle or, Memoir of Ko Thah-Byu, the First Karen Convert. With an historical and geographical account of the nation, its traditions, precepts, rites, &c.. Gould, Kendall and Lincoln, Boston 1847.
- Mulamuli or the Buddhist Genesis of Eastern India. From the Shan, through the Talaing and Burman. In: Journal of the American Oriental Society, Vol. 4. American Oriental Society, Michigan 1854.
- Burmah, Its People and Natural Productions: The Natural Productions of Burmah. Francis Mason, Rangoon 1860.
- A Pali Grammar on the Basis of Kachchayano, with Chrestomathy and Vocabulary, Mason Francis, Toungoo 1868.
- The Story of a Working Man’s Life, with Sketches of Travel in Europe, Asia, Africa and America. Francis Mason, Toungoo 1869.